# Мали Сирини
Мали Сирини (Микро Сирини) је насељено место у општини Гребен у периферији Западна Македонија, Грчка. Према попису из 2021. године било је 74 становника.
Према бугарском географу и историчару, Василу Канчову, у Малом Сирину је 1900. године живело 135 Грка..